# Іллюшко Павло Іванович

Іллю́шко Павло́ Іва́нович (* 14 січня 1914 — † 12 лютого 1996) — Герой Радянського Союзу, в часи Німецько-радянської війни — командир дивізіону 815-го артилерійського полку 272-ї стрілецької дивізії 7-ї армії Карельського фронту, майор.

## Біографія
Народився 14 січня 1914 року в селі Берестовець Борзнянського району Чернігівської області в селянській родині. Українець.
Освіта — неповна середня школа (7 класів). Після школи працював рахівником у Комарівському райземвідділі.
У 1936 році Ніжинським райвійськкоматом Чернігівської області призваний до лав РСЧА.
Після закінчення в 1940 році Тбіліського артилерійського училища був направлений для проходження служби в Ленінградський військовий округ. Брав участь в Радянсько-фінській війні.
Після Фінської кампанії викладав в Подільському артилерійському училищі, де і зустрів початок німецько-радянської війни.
З січня 1942 року в діючій армії — командиром мінометних батареї, дивізіону 272-ї стрілецької дивізії 7-ї армії Карельського фронту. Активний учасник оборони Карелії і боїв в районі Підпоріжжія — р. Свір (1942—1943 рр). Був двічі поранений.
Звання Героя Радянського Союзу майор Павло Іллюшко отримав за «зразкове виконання бойових завдань командування на фронті боротьби з німецько-фашистським загарбниками і проявлені при цьому мужність і героїзм» в ході Свірсько-Петрозаводської наступальної операції: в перший день наступу, 21 червня 1944 року, командир артилерійського дивізіону 815-го артилерійського полку майор Іллюшко в числі перших переправився через річку Свір в районі населеного пункту Лодєйне Поле і разом з піхотою увірвався у ворожі траншеї, де обладнав передовий спостережний пункт дивізіону (СП), звідки здійснював ефективне управління вогнем дивізіону по придушенню вогневих точок противника, забезпечуючи тим самим переправу 300-го гвардійського стрілецького полку 99-ї гвардійської стрілецької дивізії і 296-го гвардійського стрілецького полку 98-ї гвардійської стрілецької дивізії.
23 червня 1944 війська 7-ї армії були зупинені перед другою смугою оборони противника, на підступах до села Сармягі Олонецького району Карелії. Укріплення цього вузла опору були побудовані за багнистим болотом, заздалегідь пристріляному вогнем кулеметів і артилерії. Майор Іллюшко приховано висунув свій НП на дистанцію до п'ятдесяти метрів від ворожих укріплень і, ретельно розвідавши вогневу систему противника, забезпечив повне придушення вогневих засобів противника. Разом з атакуючої піхотою Іллюшко одним з перших увірвався у ворожі траншеї, а коли був убитий командир 2-го стрілецького батальйону, взяв на себе командування батальйоном.
Указом Президії Верховної Ради СРСР від 21 липня 1944 року майору Іллюшко Павлу Івановичу було присвоєно звання Героя Радянського Союзу з врученням ордена Леніна і медалі Золота Зірка.
Про присвоєння звання Героя, Іллюшко дізнався вже в госпіталі, після важкого поранення, отриманого при штурмі міста Піткяранта.
Війну Павло Іванович Іллюшко закінчив на Далекому Сході у складі військ 1-го Далекосхідного фронту, після розгрому військ Квантунської армії та звільнення Маньчжурії, Ляодунський півострів і Корею від японських загарбників.
У 1945 році Павло Іванович закінчив Ленінградську вищу офіцерську артилерійську школу (зараз — Михайлівська артилерійська академія) та до 1950 року проходив службу в артилерійських частинах Радянської Армії. В 1950 році підполковник Іллюшко звільнився в запас.
Після звільнення з лав Збройних Сил проживав місті Кіровськ Мурманської області. Помер 12 лютого 1996 року.

## Нагороди
- Медаль «Золота Зірка» Героя Радянського Союзу (№ 3827)
- Орден Леніна
- Орден Червоного прапора
- Орден Вітчизняної війни 1-й ступеня